# Serralet Blanc
El Serralet Blanc és una serra situada al municipi de Begues a la comarca del Baix Llobregat, amb una elevació màxima de 528 metres.